# Слава Степнов
Слава Степнов (Вячеслав Юрьевич Степнов, род. 15 сентября 1952, Керчь, Крым, РСФСР, СССР) — режиссёр, драматург, основатель и художественный руководитель театральной компании STEPS, Нью-Йорк. Является автором пьес и очерков о практике и истории театра.

## Биография
Вячеслав Юрьевич Степнов, род. 15 сентября 1952, Керчь, Крым, РСФСР, СССР. Родители: Светлана Павловна Степнова (Ионина) и Степнов Юрий Владимирович.
В 1964 году, школьником снялся в фильмах Творческого объединения «Экран» — «Соль земли Таврической» и «Билет в детство».
В 1965 году, вместе с семьёй, переезжает на постоянное место жительства в город Омск. В 1968 году, сразу после окончания омской средней школы № 17, начал трудовую деятельность рабочим сцены в Омском театре драмы, а за тем и в Омском Театре юного зрителя.
Слава Степнов, выпускник ГИТИСа (ныне Российская Академия Театрального Искусства) начал свой профессиональный путь в Русском Драматическом театре Мордовии, в городе Саранске. В 70-80-90-е годы работал в разных театрах Советского Союза, в том числе в Кировском драматическом театре им. Кирова (Вятка), в Русском драматическом театре им. Грибоедова (Тбилиси, Грузия). В «послужном списке» Славы Степнова много сыгранных ролей и постановки по пьесам Чехова, Шекспира, Пиранделло, Байрона, Пушкина, Кортасара, Вампилова, Олби, Зингера и многих других. Его спектакли видели зрители США, Латинской Америки, Европы, Новой Зеландии и России
В 1995 году, Слава Степнов переехал в США, где работал как приглашённый режиссёр-педагог в известном американском театре Actors Theatre of Louisville.
В 1997 году, в Нью-Йорке, Слава Степнов основал собственную театральную компанию «STEPS». Спектакли играются на английском, русском и испанском языках, в них заняты актёры разных национальностей и театральных школ.

## Творчество и признание
Выпускник ГИТИСа, Слава Степнов начал свой профессиональный путь в Русском Драматическом театре Мордовии, в городе Саранске. В 80-90-е годы работал в разных театрах Советского Союза, в том числе в Кировском драматическом театре им. Кирова (Вятка), в Русском драматическом театре им. Грибоедова (Тбилиси, Грузия). 
В Грибоедовском театре служил с 1979 по 1982 гг. В 1979 сыграл Прова в спектакле по пьесе Виктора Розова «Гнездо глухаря» (режиссеры Гизо Жордания и Гурам Черкезишвили). В 1980 году – эпизод в спектакле по пьесе Александра Котетишвили «На большой дороге» (режиссер Лейла Джаши). 
В 1981 году сыграл эпизод в спектакле по пьесе Михаила Шатрова «Синие кони на красной траве» (режиссер Гизо Жордания).
На малой сцене театра как режиссер начал репетировать поэтический спектакль по поэме А. Блока «Двенадцать». Работа не была завершена.
В  «послужном списке» Славы Степнова постановки по пьесам Чехова, Шекспира, Пиранделло, Байрона, Пушкина, Кортасара, Вампилова, Олби, Зингера и многих других. Его спектакли видели зрители США, Латинской Америки, Европы, Новой Зеландии и России.
Театр «STEPS» под руководством Славы Степнова участвовал в международных театральных фестивалях: «Chekhov Now» (Нью-Йорк), со спектаклем «Убить Шарлотту» по пьесе А. П. Чехова «Иванов», и «Киев Травневый» со спектаклями «Это не то, что вам кажется», по произведениям Хулио Кортасара и «Оскар и Розовая Дама» Эрика Шмитта. Спектакль «Спросите Иосифа» участвовал в 13-м Международном театральном фестивале «Соотечественники» в Саранске, и был показан в Москве, в рамках программы «Мир русского театра за рубежом», организованной журналом «Театрал».
9 декабря 2016 года, театр STEPS представил спектакль «Василий + Федерико» в России, на Международном театральном фестивале «История Государства Российского. Отечество и судьбы», в Ульяновске. Спектакль «Василий + Федерико», по рассказам Василия Шукшина, принимал участие в 21-м Международном театральном фестивале «Русская классика» Лобня-Москва, за этот спектакль режиссёр Слава Степнов получил приз фестиваля — «Лучшая режиссура». Многие критики, обсуждая этот спектакль отмечали, что его высокохудожественный уровень — это в первую очередь поддержка имиджа России, ее культуры и языка. Это - часть российской пропаганды, в хорошем смысле этого слова, экспансия “русского мира” через художественный текст, образ, смысл. Тексты на русском языке, произносимые в англоязычной профессиональной среде, на театральной сцене, формируют общее художественное пространство, делая эмигрантскую часть не чужой и отстраненной, а адаптированной и понятной». 
Две работы театра — «Каин» Байрона и чеховская «Чайка» были поставлены в Лиме (Перу), на испанском языке, совместно с перуанскими коллегами. Успех критики и аудитории заслужила ещё одна международная премьера «STEPS» — «Маленькие Трагедии» А. Пушкина, на английском языке, совместно с новозеландской театральной компанией Theatre of Glorious Abandon, в столице Новой Зеландии, городе Веллингтон.
Рецензии на спектакли театра «STEPS» были опубликованы в газетах и журналах: «Daily News», «Village Voice», «OOBR Review Magazine», "Театрал", «Show Business Weekly», «The Jewish Week», «El Commercio», «Noticas Del Mundo», «Equity» и другие.
Слава Степнов в 1993 году стал одним из организаторов Первого Международного Тихоокеанского театрального фестиваля во Владивостоке. С 2009 года — член жюри Международного театрального фестиваля «Золотой конёк» (г. Тюмень, Россия). В 2019 году — член жюри 21-го Международного фестиваля античного искусства «Боспорские Агоны» (г. Керчь, Россия).
Слава Степнов автор пяти пьес, а также статей и эссе по актерскому мастерству и теории театра. Его пьеса, по роману Шолом Алейхема «Мальчик Мотл», находится в Библиотеке Конгресса США. Пьеса «Спросите Иосифа», написанная в соавторстве с Романом Фрейдом, в 2015 году была напечатана в российском журнале «Современная драматургия». 
5 октября 2022 года, в библиотеке им. И. С. Тургенева, состоялась презентация книги Славы Степнова «Буковки, не провалившиеся в щель…», издательство Арбор. 
В книгу вошли пьесы "Спросите Иосифа" (в соавторстве с Романом Фрейдом), напечатанная в журнале "Современная драматургия" 2015 году, и новая пьеса "Жопкин хор". Эти две пьесы уже переведены на английский язык. В книгу также включены неизданные эссе и интервью разных лет. 
Слава Степнов - гость-профессор Театральной школы «Британико-Институт» (Лима, Перу) и Академии Драматического Искусства (Веллигтон, Новая Зеландия).
Критики называют театральный стиль Славы Степнова «неожиданным и подробно кинемотографичным», пишут о нём как о художнике, чьи поиски форм и выразительности всегда удивляют.

## Режиссёрские работы

### Театр «Steps»
1. 1997 — «Чайка» А. П. Чехов
2. 1998 — «Лолита» Э.Олби по роману Набокова
3. 1999 — «Ошибка природы» по рассказам Луиджи Пиранделло
4. 2000 — «Cain» Lord Byron
5. 2000 — «Убить Шарлотту» (версия чеховского «Иванова»)
6. 2001 — «Прошлым летом в Чулимске» А. Вампилов
7. 2002 — «Not what it seems to be» J. Cortazar
8. 2003 — «Панночка» Н. Садур
9. 2005 — «Паучок» С. Таск
10. 2006 — «Оскар и Розовая Дама» Э. Шмитт
11. 2007 — «The Little Tragedies» A. Pushkin
12. «Маленькие трагедии» А. С Пушкин
13. 2008 — «Враги. История Любви» И. Башевис-Зингер
14. 2009 — «Enemies. A Love Story»
15. 2010 — «Unhappy Happiness»
16. «Несчастное счастье», театральная экранизация чеховского рассказа «Дама с собачкой»
17. 2011 — «No day, no month, no year» based on N. Gogol’s «The Diary of a Madman»
18. 2013 — «At the Ark at Eigh»
19. 2014 — Спросите Иосифа
20. 2017 — «Василий + Федерико» по рассказам Василия Шукшина
21. 2018 — «Это не то, что вам кажется» Х. Кортасар
22. 2019 — «Страсти по Михаилу» М. Булгаков